# Leptobotia
Genre
Leptobotia est un genre de poissons téléostéens de la famille des Botiidae et de l'ordre des Cypriniformes. Le genre Leptobotia est endémique de la Chine. Parabotia curtus est désormais formellement inclus dans le genre Leptobotia.

## Liste des espèces
Selon FishBase (8 juillet 2015) :
- Leptobotia curta (Temminck & Schlegel, 1846)
- Leptobotia elongata (Bleeker, 1870)
- Leptobotia flavolineata Wang, 1981
- Leptobotia guilinensis Chen, 1980
- Leptobotia hengyangensis Huang & Zhang, 1986
- Leptobotia microphthalma Fu & Ye, 1983
- Leptobotia orientalis Xu, Fang & Wang, 1981
- Leptobotia pellegrini Fang, 1936
- Leptobotia posterodorsalis Lan & Chen, 1992
- Leptobotia punctata Li, Li & Chen, 2008
- Leptobotia rubrilabris (Dabry de Thiersant, 1872)
- Leptobotia taeniops (Sauvage, 1878)
- Leptobotia tchangi Fang, 1936
- Leptobotia tientainensis (Wu, 1930)

## Galerie

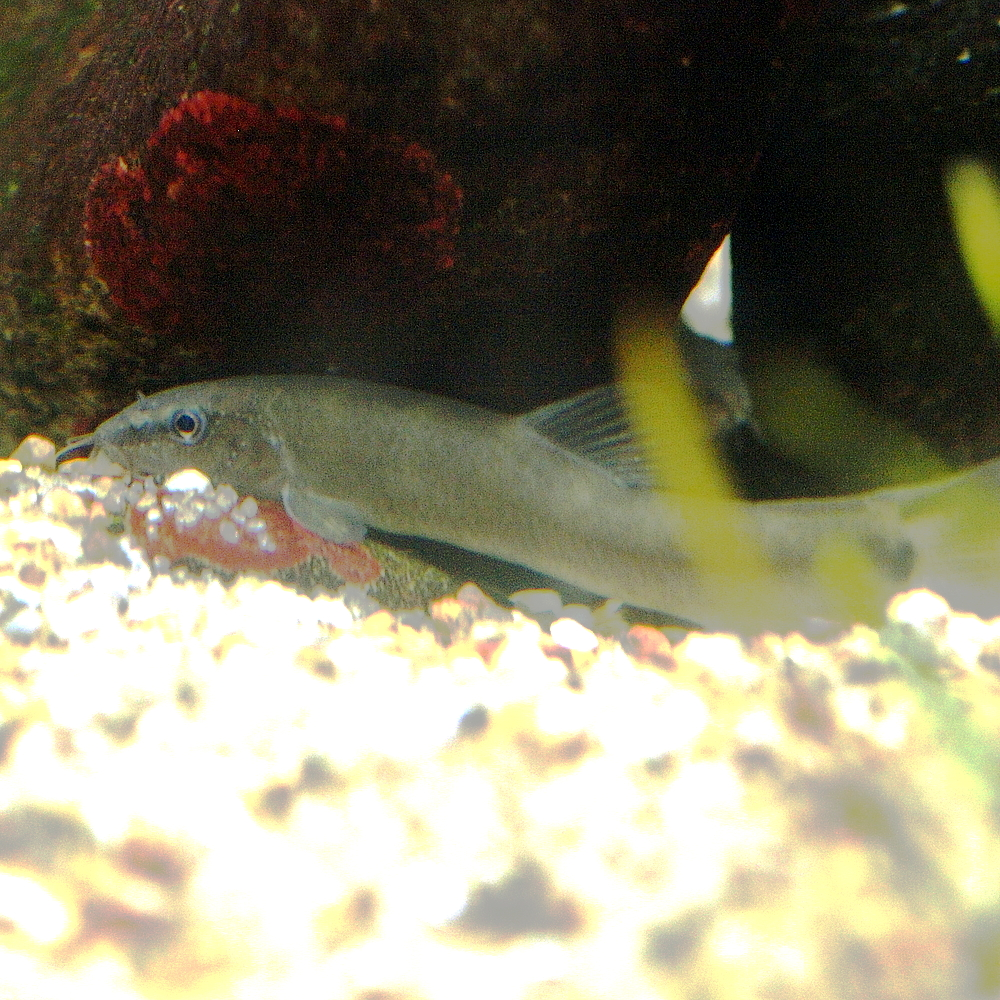
Leptobotia curta